# Reichstagswahlkreis Regierungsbezirk Danzig 5

Die Wahlkreisaufteilung des Deutschen Reichs.

Der Reichstagswahlkreis Provinz Westpreußen – Regierungsbezirk Danzig 5 (Wahlkreis 22; Wahlkreis Berent-Pr. Stargard) war ein Wahlkreis für die Reichstagswahlen im Deutschen Reich und im Norddeutschen Bund von 1867 bis 1918.

## Wahlkreiszuschnitt
Der Wahlkreis umfasste den Kreis Preußisch Stargard, den Kreis Berent und eine Reihe von Gemeinden des Kreises Dirschau.
| Jahr | Einwohner |
| ---- | --------- |
| 1890 | 124.621   |
| 1895 | 131.430   |
| 1900 | 139.512   |
| 1905 | 149.678   |
| 1910 | 156.788   |

|      | Landwirtschaft | Industrie und Gewerbe | Handel und Dienstleistungen |
| ---- | -------------- | --------------------- | --------------------------- |
| 1895 | 71,2           | 16,5                  | 12,3                        |
| 1907 | 69,5           | 18,0                  | 12,6                        |

|      | Evangelisch | Katholisch |
| ---- | ----------- | ---------- |
| 1890 | 30,8        | 67,7       |
| 1905 | 29,1        | 69,9       |
| 1910 | 29,5        | 69,7       |

Der Wahlkreis war mehrheitlich von Polen bewohnt, entsprechend stellten diese durchgehend den Abgeordneten.

## Abgeordnete
| Wahl                                 | Abgeordneter               | Partei             | Bild |
| ------------------------------------ | -------------------------- | ------------------ | ---- |
| Reichstagswahl Februar 1867 bis 1871 | Hiacynt von Jackowski      | Polnische Fraktion | 0    |
| Reichstagswahl 1871 bis 1877         | Michael von Kalkstein      | Polnische Fraktion | 0    |
| Reichstagswahl 1877 bis 1881         | Adam von Sierakowski       | Polnische Fraktion | 0    |
| Reichstagswahl 1881 bis 1890         | Michael von Kalkstein      | Polnische Fraktion | 0    |
| Reichstagswahl 1890 bis 1892         | Boleslaw von Kossowski     | Polnische Fraktion | 0    |
| Ergänzungswahl 1893 bis 1898         | Michael von Kalkstein      | Polnische Fraktion | 0    |
| Reichstagswahl 1898 bis 1903         | Anton Neubauer             | Polnische Fraktion | 0    |
| Reichstagswahl 1903 bis 1907         | Wladislaus von Wolszlegier | Polnische Fraktion | 0    |
| Reichstagswahl 1907 bis 1912         | Jan Brejski                | Polnische Fraktion |      |
| Reichstagswahl 1912 bis 1918         | Petrus Dunajski            | Polnische Fraktion |      |

## Wahlen

### 1867 (Februar)
Es fand nur ein Wahlgang statt.
| Kandidat              | Partei             | Stimmen | in % | Anmerkungen |
| --------------------- | ------------------ | ------- | ---- | ----------- |
| Hiacynt von Jackowski | Polnische Fraktion | 11.767  | 0    | 0           |

### 1867 (August)
Es fand nur ein Wahlgang statt.
| Kandidat              | Partei             | Stimmen | in % | Anmerkungen |
| --------------------- | ------------------ | ------- | ---- | ----------- |
| Hiacynt von Jackowski | Polnische Fraktion | 9671    | 0    | 0           |

### 1871
Es fand nur ein Wahlgang statt.
| Kandidat              | Partei             | Stimmen | in % | Anmerkungen |
| --------------------- | ------------------ | ------- | ---- | ----------- |
| 0                     | Konservativ        | 67      | 0    | 0           |
| 0                     | NLP                | 5298    | 0    | 0           |
| Michael von Kalkstein | Polnische Fraktion | 10.243  | 0    | 0           |
| Sonstige              | 0                  | 11      | 0    | 0           |

### 1874
Es fand nur ein Wahlgang statt.
| Kandidat              | Partei             | Stimmen | in % | Anmerkungen |
| --------------------- | ------------------ | ------- | ---- | ----------- |
| 0                     | F                  | 4765    | 0    | 0           |
| Michael von Kalkstein | Polnische Fraktion | 10.890  | 0    | 0           |
| Sonstige              | 0                  | 6       | 0    | 0           |

### 1877
Es fand nur ein Wahlgang statt.
| Kandidat                      | Partei             | Stimmen | in % | Anmerkungen |
| ----------------------------- | ------------------ | ------- | ---- | ----------- |
| 0                             | Reichspartei       | 4501    | 0    | 0           |
| 0                             | F                  | 82      | 0    | 0           |
| Dr. Adam Graf von Sierakowski | Polnische Fraktion | 10.890  | 0    | 0           |
| Sonstige                      | 0                  | 18      | 0    | 0           |

### 1878
Es fand nur ein Wahlgang statt.
| Kandidat                      | Partei             | Stimmen | in % | Anmerkungen |
| ----------------------------- | ------------------ | ------- | ---- | ----------- |
| 0                             | Reichspartei       | 5120    | 0    | 0           |
| Dr. Adam Graf von Sierakowski | Polnische Fraktion | 10.818  | 0    | 0           |
| Sonstige                      | 0                  | 55      | 0    | 0           |

### 1881
Es fand nur ein Wahlgang statt.
| Kandidat              | Partei             | Stimmen | in % | Anmerkungen |
| --------------------- | ------------------ | ------- | ---- | ----------- |
| 0                     | Reichspartei       | 4041    | 0    | 0           |
| 0                     | LibD               | 587     | 0    | 0           |
| Michael von Kalkstein | Polnische Fraktion | 11.340  | 0    | 0           |
| Sonstige              | 0                  | 36      | 0    | 0           |

### 1884
Es fand nur ein Wahlgang statt. Die Zahl der Wahlberechtigten betrug 22.955 und die Zahl der abgegebenen Stimmen 17.500 von denen 17 ungültig waren. Die Wahlbeteiligung betrug 76,3 %.
| Kandidat              | Partei             | Stimmen | in % | Anmerkungen |
| --------------------- | ------------------ | ------- | ---- | ----------- |
| 0                     | Reichspartei       | 5341    | 0    | 0           |
| Michael von Kalkstein | Polnische Fraktion | 12.136  | 0    | 0           |
| Sonstige              | 0                  | 23      | 0    | 0           |

### 1887
Es fand nur ein Wahlgang statt. Die Zahl der Wahlberechtigten betrug 23.985 und die Zahl der abgegebenen Stimmen 20.258 von denen 114 ungültig waren. Die Wahlbeteiligung betrug 84,9 %.
| Kandidat              | Partei             | Stimmen | in % | Anmerkungen |
| --------------------- | ------------------ | ------- | ---- | ----------- |
| 0                     | Reichspartei       | 6660    | 0    | 0           |
| 0                     | F                  | 204     | 0    | 0           |
| Michael von Kalkstein | Polnische Fraktion | 13.387  | 0    | 0           |
| Sonstige              | 0                  | 7       | 0    | 0           |

### 1890
Es fand nur ein Wahlgang statt. Die Zahl der Wahlberechtigten betrug 24.192 und die Zahl der abgegebenen Stimmen 19.548 von denen 13 ungültig waren. Die Wahlbeteiligung betrug 80,8 %.
| Kandidat               | Partei             | Stimmen | in % | Anmerkungen |
| ---------------------- | ------------------ | ------- | ---- | ----------- |
| Engler                 | Reichspartei       | 5136    | 26,3 | 0           |
| Jochem                 | SPD                | 43      | 0,2  | 0           |
| 0                      | DF                 | 929     | 4,8  | 0           |
| Boleslaw von Kossowski | Polnische Fraktion | 13.169  | 67,4 | 0           |
| Sonstige               | 0                  | 7       | 0    | 0           |

### Ergänzungswahl 1893
Nach dem Tod Kossowskis fand am 16. Februar 1893 eine Ersatzwahl statt. Es fand nur ein Wahlgang statt. Die Zahl der Wahlberechtigten betrug 24.302 und die Zahl der abgegebenen Stimmen 20.618 von denen 17 ungültig waren. Die Wahlbeteiligung betrug 84,8 %.
| Kandidat              | Partei             | Stimmen | in % | Anmerkungen |
| --------------------- | ------------------ | ------- | ---- | ----------- |
| Paasch                | DS                 | 1810    | 8,8  | 0           |
| Albrecht              | NLP                | 3690    | 17,9 | 0           |
| Engler                | Reichspartei       | 793     | 3,8  | 0           |
| Jochem                | SPD                | 134     | 0,7  | 0           |
| Michael von Kalkstein | Polnische Fraktion | 14.155  | 68,7 | 0           |
| Sonstige              | 0                  | 7       | 0    | 0           |

### 1893
Es fand nur ein Wahlgang statt. Die Zahl der Wahlberechtigten betrug 24.611 und die Zahl der abgegebenen Stimmen 18.128 von denen 10 ungültig waren. Die Wahlbeteiligung betrug 73,7 %.
| Kandidat              | Partei             | Stimmen | in % | Anmerkungen |
| --------------------- | ------------------ | ------- | ---- | ----------- |
| Rickert               | FVg                | 304     | 1,7  | 0           |
| Michael von Kalkstein | Polnische Fraktion | 12.448  | 68,7 | 0           |
| Engler                | Reichspartei       | 5141    | 28,4 | 0           |
| Jochem                | SPD                | 31      | 0,2  | 0           |
| Lieber                | Zentrum            | 139     | 0,7  | 0           |
| Sonstige              | 0                  | 55      | 0,3  | 0           |

### 1898
Es fand nur ein Wahlgang statt. Die Zahl der Wahlberechtigten betrug 26.097 und die Zahl der abgegebenen Stimmen 20.895 von denen 28 ungültig waren. Die Wahlbeteiligung betrug 80,1 %.
| Kandidat        | Partei             | Stimmen | in % | Anmerkungen |
| --------------- | ------------------ | ------- | ---- | ----------- |
| Arthur Hobrecht | NLP                | 6981    | 33,5 | 0           |
| Anton Neubauer  | Polnische Fraktion | 13.610  | 65,2 | 0           |
| Franz Storch    | SPD                | 73      | 0,3  | 0           |
| Lieber          | Zentrum            | 187     | 0,9  | 0           |
| Sonstige        | 0                  | 16      | 0,1  | 0           |

### 1903
Es fand nur ein Wahlgang statt. Die Zahl der Wahlberechtigten betrug 28.879 und die Zahl der abgegebenen Stimmen 24.287 von denen 104 ungültig waren. Die Wahlbeteiligung betrug 84,1 %.
| Kandidat                   | Partei             | Stimmen | in % | Anmerkungen |
| -------------------------- | ------------------ | ------- | ---- | ----------- |
| Arthur Hobrecht            | NLP                | 8502    | 35,2 | 0           |
| Wladislaus von Wolszlegier | Polnische Fraktion | 15.040  | 62,2 | 0           |
| Bartel                     | SPD                | 247     | 1,0  | 0           |
| Spahn                      | Zentrum            | 381     | 1,6  | 0           |
| Sonstige                   | 0                  | 13      | 0,0  | 0           |

### 1907
Es fand nur ein Wahlgang statt. Die Zahl der Wahlberechtigten betrug 29.629 und die Zahl der abgegebenen Stimmen 26.957 von denen 73 ungültig waren. Die Wahlbeteiligung betrug 91,0 %.
| Kandidat        | Partei             | Stimmen | in % | Anmerkungen |
| --------------- | ------------------ | ------- | ---- | ----------- |
| Arthur Hobrecht | NLP                | 9670    | 36,0 | 0           |
| Jan Brejski     | Polnische Fraktion | 16.733  | 62,2 | 0           |
| Güth            | SPD                | 146     | 0,6  | 0           |
| Spahn           | Zentrum            | 331     | 1,2  | 0           |
| Sonstige        | 0                  | 4       | 0,0  | 0           |

### 1912
Es fand nur ein Wahlgang statt. Die Zahl der Wahlberechtigten betrug 30.238 und die Zahl der abgegebenen Stimmen 26.726 von denen 28 ungültig waren. Die Wahlbeteiligung betrug 88,4 %.
| Kandidat        | Partei             | Stimmen | in % | Anmerkungen |
| --------------- | ------------------ | ------- | ---- | ----------- |
| Arthur Hobrecht | NLP                | 9450    | 35,4 | 0           |
| Petrus Dunajski | Polnische Fraktion | 16.259  | 60,9 | 0           |
| Grünhagen       | SPD                | 374     | 1,4  | 0           |
| Spahn           | Zentrum            | 609     | 2,3  | 0           |
| Sonstige        | 0                  | 9       | 0,0  | 0           |